# 1. Fußball-Club Köln 01/07 2021-2022
Questa voce raccoglie le informazioni riguardanti il 1. Fußball-Club Köln 01/07 nelle competizioni ufficiali della stagione 2021-2022.

## Stagione
Nella stagione 2021-2022 il Colonia, allenato da Steffen Baumgart, concluse il campionato di Bundesliga al 7º posto. In Coppa di Germania il Colonia fu eliminato agli ottavi di finale dall' Amburgo.

## Rosa
| N. |                       | Ruolo | Calciatore          |
| -- | --------------------- | ----- | ------------------- |
| 1  | Germania (bandiera)   | P     | Timo Horn           |
| 2  | Germania (bandiera)   | D     | Benno Schmitz       |
| 4  | Germania (bandiera)   | D     | Timo Hübers         |
| 5  | Germania (bandiera)   | D     | Bright Arrey-Mbi    |
| 6  | Turchia (bandiera)    | C     | Salih Özcan         |
| 7  | Austria (bandiera)    | C     | Dejan Ljubicic      |
| 9  | Svezia (bandiera)     | A     | Sebastian Andersson |
| 11 | Austria (bandiera)    | A     | Florian Kainz       |
| 13 | Germania (bandiera)   | A     | Mark Uth            |
| 14 | Germania (bandiera)   | D     | Jonas Hector        |
| 15 | Germania (bandiera)   | D     | Luca Kilian         |
| 17 | Germania (bandiera)   | D     | Kingsley Schindler  |
| 18 | Slovacchia (bandiera) | C     | Ondrej Duda         |
| 19 | Nigeria (bandiera)    | D     | Kingsley Ehizibue   |

| N. |                        | Ruolo | Calciatore       |
| -- | ---------------------- | ----- | ---------------- |
| 20 | Germania (bandiera)    | P     | Marvin Schwäbe   |
| 21 | Austria (bandiera)     | C     | Louis Schaub     |
| 23 | Germania (bandiera)    | D     | Jannes Horn      |
| 24 | Germania (bandiera)    | D     | Julian Chabot    |
| 25 | Germania (bandiera)    | A     | Tim Lemperle     |
| 27 | Francia (bandiera)     | A     | Anthony Modeste  |
| 28 | Tunisia (bandiera)     | C     | Ellyes Skhiri    |
| 29 | Germania (bandiera)    | A     | Jan Thielmann    |
| 30 | Germania (bandiera)    | A     | Marvin Obuz      |
| 31 | Rep. Ceca (bandiera)   | C     | Tomáš Ostrák     |
| 36 | Germania (bandiera)    | C     | Niklas Hauptmann |
| 40 | Germania (bandiera)    | P     | Jonas Urbig      |
| 44 | Germania (bandiera)    | P     | Matthias Köbbing |
| 47 | Lussemburgo (bandiera) | C     | Mathias Olesen   |

## Maglie e sponsor
| Casa | Trasferta | Terza divisa |

## Organigramma societario
Area tecnica
- Preparatori atletici:
- Allenatore in seconda: Kevin McKenna, André Pawlak, René Wagner
- Preparatore dei portieri: Uwe Gospodarek
- Analisi video: Hannes Dold, Denis Huckestein
- Allenatore: Steffen Baumgart

## Calciomercato

### Sessione estiva
| Acquisti | Acquisti           | Acquisti      | Acquisti |
| R.       | Nome               | da            | Modalità |
| -------- | ------------------ | ------------- | -------- |
| D        | Luca Kilian        | Magonza       |          |
| C        | Niklas Hauptmann   | Holstein Kiel |          |
| D        | Timo Hübers        | Hannover 96   |          |
| P        | Matthias Köbbing   | Colonia II    |          |
| C        | Vincent Koziello   | Nacional      |          |
| C        | Dejan Ljubicic     | Rapid Vienna  |          |
| A        | Anthony Modeste    | Saint-Étienne |          |
| C        | Tomáš Ostrák       | Karviná       |          |
| C        | Louis Schaub       | Lucerna       |          |
| D        | Kingsley Schindler | Hannover 96   |          |
| P        | Marvin Schwäbe     | Brøndby       |          |
| A        | Mark Uth           | Schalke 04    |          |

| Cessioni | Cessioni           | Cessioni          | Cessioni |
| R.       | Nome               | a                 | Modalità |
| -------- | ------------------ | ----------------- | -------- |
| C        | Vincent Koziello   | Ostenda           |          |
| A        | Dīmītrīs Līmnios   | Twente            |          |
| C        | Dominick Drexler   | Schalke 04        |          |
| D        | Sebastiaan Bornauw | Wolfsburg         |          |
| D        | Ismail Jakobs      | Monaco            |          |
| A        | Tolu Arokodare     | Amiens            |          |
| A        | Emmanuel Dennis    | Watford           |          |
| P        | Julian Krahl       | Viktoria Berlino  |          |
| C        | Elvis Rexhbeçaj    | Wolfsburg         |          |
| D        | Robert Voloder     | Maribor           |          |
| C        | Marius Wolf        | Borussia Dortmund |          |
| P        | Ron-Robert Zieler  | Hannover 96       |          |

### Sessione invernale
| Acquisti | Acquisti         | Acquisti      | Acquisti |
| R.       | Nome             | da            | Modalità |
| -------- | ---------------- | ------------- | -------- |
| D        | Bright Arrey-Mbi | Bayern Monaco |          |
| D        | Julian Chabot    | Sampdoria     |          |

| Cessioni | Cessioni        | Cessioni     | Cessioni |
| R.       | Nome            | a            | Modalità |
| -------- | --------------- | ------------ | -------- |
| D        | Sava Čestić     | Rijeka       |          |
| D        | Noah Katterbach | Basilea      |          |
| D        | Rafael Czichos  | Chicago Fire |          |

## Risultati

### Bundesliga

#### Girone di andata
| Arbitro: | Hartmann |

|                            |           |            |
| Modeste 41’ Kainz 52’, 55’ | Marcatori | 5’ Jovetić |

| Arbitro: | Petersen |

|                                 |           |                     |
| Lewandowski 50’ Gnabry 59’, 71’ | Marcatori | 60’ Modeste 62’ Uth |

| Arbitro: | Cortus |

|                         |           |            |
| Schaub 82’ Lemperle 90’ | Marcatori | 90’ Zoller |

| Arbitro: | Osmers |

|                    |           |             |
| Czichos 89’ (aut.) | Marcatori | 33’ Modeste |

| Arbitro: | Brych |

|             |           |             |
| Modeste 53’ | Marcatori | 71’ Haïdara |

| Arbitro: | Petersen |

|           |           |            |
| Borré 45’ | Marcatori | 14’ Skhiri |

| Arbitro: | Jöllenbeck |

|                               |           |               |
| Andersson 50’ Skhiri 55’, 89’ | Marcatori | 7’ Meyerhöfer |

| Arbitro: | Reichel |

|                                                     |           |  |
| Bebou 31’, 49’ Baumgartner 51’ Geiger 74’ Posch 87’ | Marcatori |  |

| Arbitro: | Zwayer |

|                  |           |                          |
| Modeste 63’, 82’ | Marcatori | 15’ Schick 17’ Bellarabi |

| Arbitro: | Petersen |

|                       |           |  |
| Hazard 40’ Tigges 64’ | Marcatori |  |

| Arbitro: | Stieler |

|                 |           |                       |
| Modeste 7’, 86’ | Marcatori | 9’ Ryerson 45’ Prömel |

| Arbitro: | Aytekin |

|              |           |           |
| Burkardt 41’ | Marcatori | 47’ Özcan |

| Arbitro: | Schröder |

|                                             |           |             |
| Ljubicic 55’ Uth 77’ Duda 78’ Andersson 90’ | Marcatori | 74’ Hofmann |

| Arbitro: | Brych |

|           |           |           |
| Lasme 59’ | Marcatori | 17’ Özcan |

| Arbitro: | Ittrich |

|  |           |                     |
|  | Marcatori | 72’ Hahn 88’ Dorsch |

| Arbitro: | Hartmann |

|                        |           |                          |
| Nmecha 8’ Weghorst 51’ | Marcatori | 34’, 89’ Modeste 73’ Uth |

| Arbitro: | Dankert |

|             |           |  |
| Modeste 89’ | Marcatori |  |

#### Girone di ritorno
| Arbitro: | Stieler |

|            |           |                                    |
| Darida 57’ | Marcatori | 29’ Modeste 32’ Duda 90’ Thielmann |

| Arbitro: | Welz |

|  |           |                                      |
|  | Marcatori | 9’, 62’, 74’ Lewandowski 25’ Tolisso |

| Arbitro: | Jöllenbeck |

|                        |           |                        |
| Holtmann 25’ Asano 70’ | Marcatori | 36’ Hübers 45’ Modeste |

| Arbitro: | Brych |

|             |           |  |
| Modeste 23’ | Marcatori |  |

| Arbitro: | Badstübner |

|                                  |           |              |
| Nkunku 25’ Olmo 54’ Angeliño 57’ | Marcatori | 90’ Lemperle |

| Arbitro: | Dingert |

|             |           |  |
| Modeste 84’ | Marcatori |  |

| Arbitro: | Schröder |

|               |           |           |
| Griesbeck 69’ | Marcatori | 53’ Kainz |

| Arbitro: | Fritz |

|  |           |           |
|  | Marcatori | 62’ Posch |

| Arbitro: | Stegemann |

|  |           |               |
|  | Marcatori | 67’ Schindler |

| Arbitro: | Siebert |

|               |           |         |
| Andersson 36’ | Marcatori | 8’ Wolf |

| Arbitro: | Badstübner |

|             |           |  |
| Awoniyi 49’ | Marcatori |  |

| Arbitro: | Petersen |

|                                    |           |                          |
| Skhiri 60’ Ljubicic 78’ Kilian 82’ | Marcatori | 14’ Burkardt 55’ Onisiwo |

| Arbitro: | Aytekin |

|            |           |                                   |
| Embolo 85’ | Marcatori | 5’ Modeste 20’ Kainz 34’ Ljubicic |

| Arbitro: | Stieler |

|                                  |           |                   |
| Uth 3’ Modeste 43’ Thielmann 86’ | Marcatori | 33’ (aut.) Hübers |

| Arbitro: | Schröder |

|                   |           |                                               |
| Niederlechner 73’ | Marcatori | 12’ Thielmann 15’ Uth 63’ (rig.), 77’ Modeste |

| Arbitro: | Stieler |

|  |           |              |
|  | Marcatori | 43’ Gerhardt |

| Arbitro: | Schröder |

|                        |           |             |
| Kalajdžić 12’ Endō 90’ | Marcatori | 59’ Modeste |

### Coppa di Germania
| Arbitro: | Badstübner |

|                                   |                      |                                |
| Wolfram 5’                        | Marcatori            | 69’ Skhiri                     |
| Oesterhelweg Bürger Dedidis Lange | Tiri di rigore 2 – 4 | Lemperle Schaub Thielmann Duda |

| Arbitro: | Aytekin |

|  |           |                  |
|  | Marcatori | 72’, 77’ Modeste |

| Arbitro: | Schlager |

|                                   |                      |                                            |
| Modeste 120’ (rig.)               | Marcatori            | 92’ Glatzel                                |
| Özcan Modeste Ljubicic Duda Kainz | Tiri di rigore 3 – 4 | Kinsombi Kittel Vušković Gyamerah Schonlau |

## Statistiche

### Statistiche di squadra
| Competizione      | Punti | In casa | In casa | In casa | In casa | In casa | In casa | In trasferta | In trasferta | In trasferta | In trasferta | In trasferta | In trasferta | Totale | Totale | Totale | Totale | Totale | Totale | DR |
| Competizione      | Punti | G       | V       | N       | P       | Gf      | Gs      | G            | V            | N            | P            | Gf           | Gs           | G      | V      | N      | P      | Gf     | Gs     | DR |
| ----------------- | ----- | ------- | ------- | ------- | ------- | ------- | ------- | ------------ | ------------ | ------------ | ------------ | ------------ | ------------ | ------ | ------ | ------ | ------ | ------ | ------ | -- |
| Bundesliga        | 52    | 17      | 9       | 4       | 4       | 27      | 21      | 17           | 5            | 6            | 6            | 25           | 28           | 34     | 14     | 10     | 10     | 52     | 49     | +3 |
| Coppa di Germania | -     | 1       | 0       | 1       | 0       | 1       | 1       | 2            | 1            | 1            | 0            | 3            | 1            | 3      | 1      | 2      | 0      | 4      | 2      | +2 |
| Totale            | 52    | 18      | 9       | 5       | 4       | 28      | 22      | 19           | 6            | 7            | 6            | 28           | 29           | 37     | 15     | 12     | 10     | 56     | 51     | +5 |

### Andamento in campionato
| Giornata  | 1 | 2 | 3 | 4 | 5 | 6 | 7 | 8 | 9 | 10 | 11 | 12 | 13 | 14 | 15 | 16 | 17 | 18 | 19 | 20 | 21 | 22 | 23 | 24 | 25 | 26 | 27 | 28 | 29 | 30 | 31 | 32 | 33 | 34 |
| --------- | - | - | - | - | - | - | - | - | - | -- | -- | -- | -- | -- | -- | -- | -- | -- | -- | -- | -- | -- | -- | -- | -- | -- | -- | -- | -- | -- | -- | -- | -- | -- |
| Luogo     | C | T | C | T | C | T | C | T | C | T  | C  | T  | C  | T  | C  | T  | C  | T  | C  | T  | C  | T  | C  | T  | C  | T  | C  | T  | C  | T  | C  | T  | C  | T  |
| Risultato | V | P | V | N | N | N | V | P | N | P  | N  | N  | V  | N  | P  | V  | V  | V  | P  | N  | V  | P  | V  | N  | P  | V  | N  | P  | V  | V  | V  | V  | P  | P  |
| Posizione | 4 | 8 | 6 | 7 | 7 | 7 | 6 | 7 | 8 | 11 | 11 | 12 | 10 | 9  | 12 | 10 | 8  | 6  | 9  | 8  | 6  | 8  | 7  | 8  | 8  | 7  | 7  | 8  | 8  | 7  | 7  | 6  | 7  | 7  |

Legenda:

Luogo: C = Casa; T = Trasferta. Risultato: V = Vittoria; N = Pareggio; P = Sconfitta.

### Statistiche dei giocatori
| Giocatore     | Bundesliga | Bundesliga | Bundesliga  | Bundesliga | Coppa di Germania | Coppa di Germania | Coppa di Germania | Coppa di Germania | Totale   | Totale | Totale      | Totale     |
| Giocatore     | Presenze   | Reti       | Ammonizioni | Espulsioni | Presenze          | Reti              | Ammonizioni       | Espulsioni        | Presenze | Reti   | Ammonizioni | Espulsioni |
| ------------- | ---------- | ---------- | ----------- | ---------- | ----------------- | ----------------- | ----------------- | ----------------- | -------- | ------ | ----------- | ---------- |
| S. Andersson  | 26         | 3          | 3           | 0          | 3                 | 0                 | 0                 | 0                 | 29       | 3      | 3           | 0          |
| B. Arrey-Mbi  | 0          | 0          | 0           | 0          | 0                 | 0                 | 0                 | 0                 | 0        | 0      | 0           | 0          |
| J. Chabot     | 4          | 0          | 1           | 0          | 0                 | 0                 | 0                 | 0                 | 4        | 0      | 1           | 0          |
| R. Czichos    | 17         | 0          | 4           | 0          | 1                 | 0                 | 1                 | 0                 | 18       | 0      | 5           | 0          |
| O. Duda       | 31         | 2          | 5           | 0          | 3                 | 0                 | 0                 | 0                 | 34       | 2      | 5           | 0          |
| K. Ehizibue   | 16         | 0          | 2           | 0          | 2                 | 0                 | 0                 | 0                 | 18       | 0      | 2           | 0          |
| N. Hauptmann  | 0          | 0          | 0           | 0          | 0                 | 0                 | 0                 | 0                 | 0        | 0      | 0           | 0          |
| J. Hector     | 30         | 0          | 3           | 0          | 3                 | 0                 | 1                 | 0                 | 33       | 0      | 4           | 0          |
| J. Horn       | 11         | 0          | 2           | 0          | 1                 | 0                 | 0                 | 0                 | 12       | 0      | 2           | 0          |
| T. Horn       | 13         | 0          | 0           | 0          | 0                 | 0                 | 0                 | 0                 | 13       | 0      | 0           | 0          |
| T. Hübers     | 20         | 1          | 7           | 0          | 3                 | 0                 | 1                 | 0                 | 23       | 1      | 8           | 0          |
| F. Kainz      | 32         | 4          | 2           | 1          | 2                 | 0                 | 0                 | 0                 | 34       | 4      | 2           | 1          |
| N. Katterbach | 1          | 0          | 0           | 0          | 0                 | 0                 | 0                 | 0                 | 1        | 0      | 0           | 0          |
| L. Kilian     | 30         | 1          | 3           | 0          | 1                 | 0                 | 0                 | 0                 | 31       | 1      | 3           | 0          |
| M. Köbbing    | 0          | 0          | 0           | 0          | 0                 | 0                 | 0                 | 0                 | 0        | 0      | 0           | 0          |
| T. Lemperle   | 13         | 2          | 0           | 0          | 2                 | 0                 | 0                 | 0                 | 15       | 2      | 0           | 0          |
| D. Ljubicic   | 30         | 3          | 4           | 0          | 2                 | 0                 | 0                 | 0                 | 32       | 3      | 4           | 0          |
| J. Meré       | 8          | 0          | 2           | 0          | 1                 | 0                 | 0                 | 0                 | 9        | 0      | 2           | 0          |
| A. Modeste    | 32         | 20         | 4           | 0          | 3                 | 3                 | 0                 | 0                 | 35       | 23     | 4           | 0          |
| M. Obuz       | 0          | 0          | 0           | 0          | 1                 | 0                 | 0                 | 0                 | 1        | 0      | 0           | 0          |
| M. Olesen     | 3          | 0          | 0           | 0          | 0                 | 0                 | 0                 | 0                 | 3        | 0      | 0           | 0          |
| T. Ostrák     | 5          | 0          | 0           | 0          | 1                 | 0                 | 0                 | 0                 | 6        | 0      | 0           | 0          |
| L. Schaub     | 28         | 1          | 0           | 0          | 2                 | 0                 | 0                 | 0                 | 30       | 1      | 0           | 0          |
| K. Schindler  | 18         | 1          | 1           | 0          | 2                 | 0                 | 1                 | 0                 | 20       | 1      | 2           | 0          |
| B. Schmitz    | 31         | 0          | 5           | 0          | 2                 | 0                 | 0                 | 0                 | 33       | 0      | 5           | 0          |
| M. Schwäbe    | 21         | 0          | 1           | 0          | 3                 | 0                 | 0                 | 0                 | 24       | 0      | 1           | 0          |
| E. Skhiri     | 22         | 4          | 3           | 0          | 1                 | 1                 | 0                 | 0                 | 23       | 5      | 3           | 0          |
| J. Thielmann  | 29         | 3          | 6           | 0          | 3                 | 0                 | 0                 | 0                 | 32       | 3      | 6           | 0          |
| J. Urbig      | 0          | 0          | 0           | 0          | 0                 | 0                 | 0                 | 0                 | 0        | 0      | 0           | 0          |
| M. Uth        | 30         | 5          | 3           | 0          | 3                 | 0                 | 1                 | 0                 | 33       | 5      | 4           | 0          |
| S. Özcan      | 31         | 2          | 5           | 0          | 3                 | 0                 | 0                 | 0                 | 34       | 2      | 5           | 0          |